# Posener Aufstand (1956)

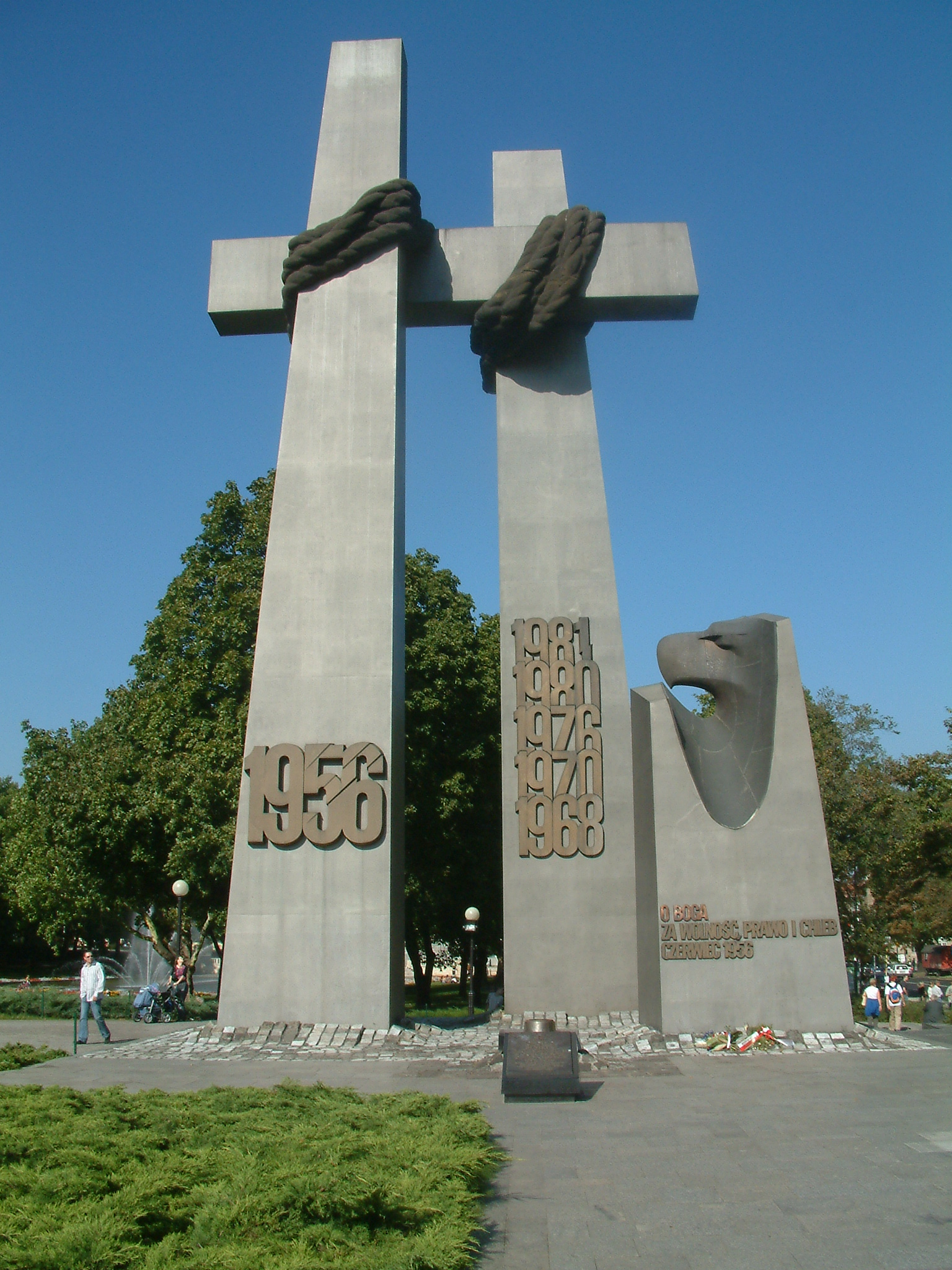
Denkmal des Posener Aufstandes
(Besonderheit: Dieses Denkmal wurde 1981 noch in der kommunistischen Ära der Regierung abgetrotzt; es steht in der Nähe des Residenzschlosses der Stadt)

Der Posener Arbeiteraufstand im Juni 1956 (polnisch Poznański Czerwiec 56, wörtlich Posener Juni 56) war ein Streik der Arbeiter von Posen (polnisch Poznań) und eine sich daraus entwickelnde gewaltsame Auseinandersetzung mit der polnischen Armee. Am 28. Juni 1956 schlug das Militär die Proteste blutig nieder. Bei den Kämpfen kamen 57 Menschen ums Leben, ungefähr 600 wurden verletzt. Insgesamt nahmen ca. 100.000 Menschen an den Protesten teil.
Die Führung der Kommunistischen Partei stellte die Erhebung später als „Provokation westlicher, imperialistischer Geheimdienste“ dar (insbesondere wurde eine deutsche Beteiligung suggeriert) und verfolgte die Beteiligten auf brutale Art und Weise. Freies, öffentliches Gedenken an den Aufstand und seine Opfer ist erst seit dem Zusammenbruch des Regimes 1989 möglich. Dennoch sind die Ereignisse des Posener Juni, wie die Erhebung auch genannt wird, in Westeuropa und dem Rest der Welt relativ unbekannt. Dem Aufstand in Posen wird, drei Jahre nach dem 17. Juni 1953, eine Vorbildfunktion für andere Erhebungen im Ostblock zugesprochen.

## Vorgeschichte
Der Aufstand fiel in eine Phase der Instabilität Polens. Vor allem die wirtschaftlichen Bedingungen mit Misswirtschaft und mangelnder Versorgung stellten die Bevölkerung nicht zufrieden. Seit dem Sommer 1955 hatten sich Posener Stahlarbeiter immer wieder über ihre persönliche Situation und die Produktionslage in ihrem Werk beschwert: Wegen des Mangels an Halbfertigteilen und Blechen herrschte immer wieder Leerlauf. Auf der anderen Seite wurden die zu erfüllenden Arbeitsnormen immer wieder erhöht. Die Lage verschärfte sich, als im Frühjahr 1956 nach dem Tod des Parteichefs Bolesław Bierut in der kommunistischen Staatspartei PVAP Auseinandersetzungen über den zukünftigen Kurs ausbrachen.

## Der Aufstand
Schon in den Wochen vor dem Aufstand gab es immer wieder Streiks und Arbeiterversammlungen. Am 26. Juni erwirkte eine Arbeiterdelegation in Warschau beim Minister für Maschinenbau ein gerechteres Lohnsystem und die Auszahlung zuvor verweigerter Prämien. Einen Tag später lehnte der Minister bei einem Besuch in Posen diese Vereinbarung wieder ab, was die wütenden Proteste auslöste. Am Morgen des 28. Juni versammelten sich Arbeiter aus den größten Werken der Stadt (ZNTK, ZISPO) zu einer Demonstration für bessere Lebensbedingungen, gegen die Arbeitsnormen und gegen die kommunistische Regierung, dem sich tausende Arbeiter kleinerer Betriebe und Teile der Posener Bevölkerung anschlossen. Die insgesamt rund 100.000 Demonstranten forderten, mit Unterhändlern der Regierung zu sprechen, entwaffneten Polizisten und besetzten Verwaltungsgebäude sowie den Rundfunk; außerdem wurde ein Störsender, mit dem Radiosendungen aus dem Ausland (Radio Free Europe) behindert wurden, demoliert.
Die Polizei setzte Wasserwerfer ein, erzielte damit jedoch kaum Wirkung. Die angespannte Situation eskalierte schließlich, als um 11 Uhr aus dem Gebäude der Wojewodschaftsverwaltung der Staatssicherheit auf die das Gebäude umstellenden Demonstranten geschossen wurde. Sofort entbrannte ein heftiges Gefecht, das die Demonstranten mit aus staatlichen Depots erbeuteten Waffen führten. Um 14 Uhr erhielten Soldaten auf einem nahe gelegenen Truppenübungsplatz den Marschbefehl in die Stadt, motiviert durch den Vorwand, es ginge gegen pro-deutsche Kräfte. Zu diesem Zeitpunkt hatten die Aufständischen in der Stadt bereits einzelne gepanzerte Fahrzeuge der Miliz erbeutet. Es kam zu heftigen Häuserkämpfen. Schließlich gelang es rund 10.000 Soldaten mit Panzerunterstützung und unter Verbrauch von 180.000 Schuss Munition, den Aufstand bis zum Morgen des 29. Juni blutig niederzuschlagen. Kleinere Widerstandsnester hielten sich bis zum Folgetag. Bei den Kämpfen starben 57 Menschen, 700 wurden verhaftet.

## Strafprozesse und Nachwirkungen
Im September 1956 wurden Prozesse gegen 58 Aufständische eröffnet. Parallel kam es immer wieder zu Unruhen im ganzen Land. Erst mit der „Polnischer Oktober“ genannten Reformpolitik unter Władysław Gomułka beruhigte sich die Lage zum Ende des Jahres. Gomułka ließ auch die Prozesse gegen die Aufständischen einstellen.

## Gedenken
1981 konnte der kommunistischen Regierung ein Denkmal zur Erinnerung an den Aufstand abgetrotzt werden. Es steht in der Nähe des Residenzschlosses der Stadt, nördlich des Standorts des ehemaligen Bismarck-Denkmals.
Der 50. Jahrestag des Aufstands am 28. Juni 2006 wurde zum landesweiten Feiertag erklärt und in Posen feierlich begangen.